# Alegoría del viento
Alegoría del viento también conocida como El ángel de la paz es una obra de arte realizada por Roberto Montenegro, fue creada en el año 1928. Actualmente se encuentra en el Museo del Palacio de Bellas Artes.

## Historia
Se ubicaba originalmente en el ex Colegio Máximo de San Pedro y San Pablo (en la esquina noreste del claustro oriente). En 1965 fue trasladado al segundo piso del Museo del Palacio de Bellas Artes, como única pieza del conjunto que pudo sobrevivir a la humedad.
El trabajo fue realizado por el Centro Nacional de Conservación de Obras Artísticas dirigido por Tomás Zurián, empleando la técnica del strappo.

## Descripción
En la alegoría se presenta un ángel que asciende impulsado por el soplo de dos eolos, situados en cada uno de los extremos inferiores de la composición. La figura principal lleva en la cabeza una extraña aureola en forma de triángulo invertido, de color bermellón.
El espacio pictórico se divide por ejes evidentes formados por la horizontalidad de las alas del ángel, y por diagonales cruzadas que señalan el curso de los vientos exhalados de los pequeños eolos. Se estructura a base de triángulos: podemos ver uno pequeño invertido configurado por la aureola del ángel, y otro de mayores dimensiones, cuyos vértices están señalados por la cabeza del ángel y los dos eolos en ambos extremos de la parte inferior. Estas líneas acentúan el carácter geométrico del conjunto, mismo que aunado al hieratismo de la figura hace que se inscriba en las categorías estéticas del art déco. El esquema cromático consiste en tonalidades ocres y grises.
En Alegoría del viento, Montenegro revela su preferencia por un arte no narrativo, al estilo de los llamados "primitivos" italianos, y su fascinación por las artes decorativas. En esta obra se pueden observar también algunos de los estilos en los que incursionó el pintor:por ejemplo, el art déco, que se observa en la repetición de las líneas rectas y en la estilización de la figura, y el Simbolismo.